# Kupati

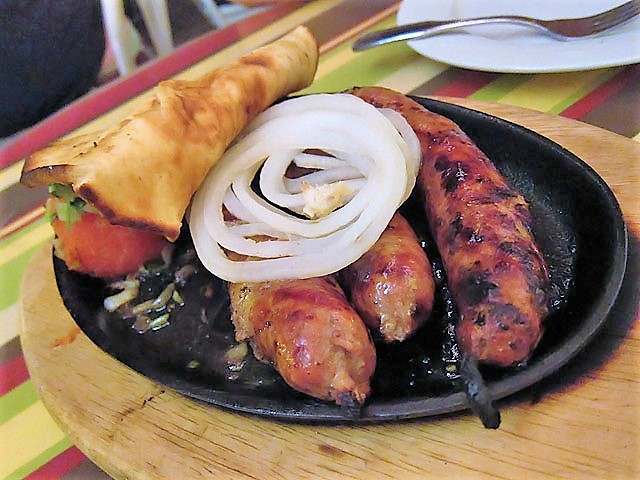
Kupati

Kupati (gruz. კუპატი) – rodzaj gruzińskiej kiełbasy przygotowywanej z mielonej wieprzowiny, jelit, pieprzu i cebuli. Jest popularny na Kaukazie.